# Souilly
Souilly je francouzská obec v departementu Meuse v regionu Grand Est. Žije zde 426 obyvatel.

## Poloha obce

### Sousední obce
| Růžice kompasu | Osches                 | Lemmes  | Senoncourt-les-Maujouy                     | Růžice kompasu |
| Růžice kompasu | Ippécourt              | Sever   | Ancemont Les Monthairons                   | Růžice kompasu |
| Růžice kompasu | Ippécourt              | Souilly | Ancemont Les Monthairons                   | Růžice kompasu |
| Růžice kompasu | Ippécourt              | Jih     | Ancemont Les Monthairons                   | Růžice kompasu |
| Růžice kompasu | Saint-André-en-Barrois | Heippes | Récourt-le-Creux Rambluzin-et-Benoite-Vaux | Růžice kompasu |